# Bassus conspicuus
Bassus conspicuus är en stekelart som först beskrevs av Wesmael 1837.  Bassus conspicuus ingår i släktet Bassus och familjen bracksteklar. Arten är reproducerande i Sverige. Utöver nominatformen finns också underarten B. c. brunneus.